# Querência
Querência là một đô thị thuộc bang Mato Grosso, Brasil. Đô thị này có diện tích 17850,249 km², dân số năm 2007 là 10682 người, mật độ 0,6 người/km².